# 孫裕 (成化進士)
孫裕（1445年—？），字德宏，直隸蘇州府崑山縣人，官籍，明朝政治人物。進士出身。

## 生平
早年出身縣學增廣生，中成化十年（1474年）甲午科應天府鄉試第六十九名。成化十一年（1475年）乙未科會試第二百六十二名，殿試登進士第二甲第二十八名。

## 家族
曾祖父孫庠。祖父孫恭武，曾任知縣 封刑部郎中。父亲孫瓊，曾任刑部郎中。